# European Union System for the Evaluation of Substances
European Union System for the Evaluation of Substances (EUSES) är Europeiska unionens riskutvärderingsverktyg för utvärdering av miljö och hälsopåverkan vid användande av olika substanser.